# Football Club Nouadhibou
O Football Club Nouadhibou, ou simplesmente FC Nouadhibou, é um clube esportivo mauritano com sede no centro comercial da cidade de Nuadibu. O time compete na Ligue 1 Mauritania, a primeira divisão do futebol mauritano.

## Títulos

### Nacionais
- Ligue 1 Mauritania: 13 (2001, 2002, 2011, 2013, 2014, 2017–18, 2018–19, 2018–20, 2020–21, 2021–22, 2022–23, 2023-24, 2024-25)[1]
- Coupe du Président de la République: 4 (2004, 2008, 2017, 2018)
- Coupe de la Ligue Nationale: 2 (2014 e 2019)
- Supercopa da Mauritânia: 3 (2011, 2013 e 2018)